# Parvati Khan
Parvati Khan (née Maharaj) es una cantante Pop y modelo india, cantó un tema musical titulad «Jimmy Jimmy Aaja» en 1982 para el Bollywood, interpretada para una película titulada «Disco Dancer», en la que ganó el premio «Gold Disc».  También interpretó otra canción titulasa 'T'es OK, T'es Bath' (1980), perteneciente a la banda 'Ottawan'. Más adelante, ella también interpretó otro tema musical titulado «Khula Tala Chod Aayi», después de haber ganado un concurso de talentos en todo el país en Trinidad y Tobago.

## Biografía
Parvati Khan nació en Trinidad y Tobago. A la edad de 12 años ganó un concurso de talentos difundida por un canal de televisión en Trinidad y Tobago. Más adelante estudió en Inglaterra para ser enfermera. Está casada con el director de Bollywood y director de fotografía, Nadeem Khan, hijo de Dr. Rahi Masoom Raza y tiene un hijo llamado Jatin.

## Carrera
Parvati Khan es conocida por su trabajo por haber vendido sus grandes producciones discográficas como Disco Dancer (1982), Love Love Love (1989) y Maa Kasam (1985).  A partir del 2002 se ha dedicado a cantar música bhajans, alabanzas dedicados al dios Shiva, Shirdi Sai Baba, Ma Amritanandamayi y otras deidades divinas hindúes.